# Hesperocorixa minorella
Hesperocorixa minorella är en insektsart som först beskrevs av Hungerford 1926.  Hesperocorixa minorella ingår i släktet Hesperocorixa och familjen buksimmare. Inga underarter finns listade i Catalogue of Life.